# 美國交通標誌

採用MUTCD守則2003年版本的州份
直接採用聯邦守則的州份
採用州份版本守則的州份
採用於聯邦守則上添加補充文件的州份

美國交通標誌很大程度上是由聯邦法規所規範。最主要的規範文件包括《道路交通管理標誌統一守則》（MUTCD） 及其伴隨的《標準公路標誌》（SHS）。 美國現時並無計劃採用《關於道路標示及燈號的維也納會議》條約中所規範的標準。
現時，共有23個州份連同哥倫比亞特區及波多黎各完全地採用聯邦版本的《道路交通管理標誌統一守則》，沒有作出任何修改。另有20個州份則在《道路交通管理標誌統一守則》之上以添加補充文件形式執行一些個別州份獨自的內容。剩餘7個州份擁有自己的一套守則，但仍然持續性地維持與《道路交通管理標誌統一守則》符合的規定。 一些大城市亦有其當地的版本，例如紐約市使用一套與《道路交通管理標誌統一守則》及其所在州份的額外補充文件相兼容的一套命名系統。《道路交通管理標誌統一守則》（MUTCD） 及其伴隨的《標準公路標誌》（SHS）把所有用於道路及公路的交通標誌分成7個類別（除特別指明外，以下所有內容均適用於聯邦版本的《道路交通管理標誌統一守則》）：

## 強制性標誌
強制性標誌是對駕駛者、行人及騎單車者發出的指示。停車、不准泊車、不准掉頭及讓路等常見交通標誌都是強制性標誌。某些標誌以不同形狀出現，如「停車」的八角形及用於道路及軌道交匯的平交道的「Ｘ」形標誌等，以便各道路使用者從形狀已可辨識到交通標誌含意。有些標誌會因應各州份或當地法規，而出現本地化的標誌，例如紐約市的「不要阻塞方格」標誌等。這些強制性標誌通通被歸類於《道路交通管理標誌統一守則》及各州份補充文件或其州份版本守則中的「R系列」當中。

### R1系列：停車及讓路
R1系列是「停車」及「讓路」。部份州份因應不同的情況而有獨自的標誌。

停車及讓路
停車
讓路
所有方向
讓路予行人／紐約市
本州律法，於過路處必須讓路予行人
本州律法，於過路處必須停車予行人
特區律法，於過路處必須停車予行人／華盛頓，哥倫比亞特區
本州律法，於過路處必須停車予行人／馬里蘭州

### R2系列：速度限制
R2系列是速度限制標誌。一些採用州份補充文件或州份版本守則的州份，或有因應不同情況而有獨自的標誌。美國的速度限制所使用的單位，是英里每小時。雖然聯邦守則准許採用千米每小時的公制速度限制標誌，但使用情況極少，只常見於接近與加拿大或墨西哥接壤的邊界地區附近。有些州份甚至禁止於州政府維護的道路上使用公制的標誌，導致公制標誌的使用率極低。

速度限制
R2-1: 速度限制
R2-2: 貨車速度限制
R2-3: 夜間速度限制
R2-4: 最低速度
公制版本 R2-1
公制版本 R2-2
公制版本 R2-3
公制版本 R2-4
R2-1T: 德克薩斯州
速度限制終止／特拉華州
本州法定速度限制／紐約（也可以是「Area」(本區)、「City」(本市)、「Town」(本鎮)或「Village」(本村)）
速度限制終止／紐約市
橋上速度限制／明尼蘇達州
速度限制終止／維珍尼亞州
被牽引車輛速度限制／維珍尼亞州
合理及謹慎的速度限制／蒙大拿州（1995年至1999年）

### R3系列：車道的使用及轉彎
R3系列是指示車道的使用及轉彎的標誌。一些採用州份補充文件或州份版本守則的州份，或有因應不同情況而有獨自的標誌。

車道的使用及轉彎
各車道的轉彎指示
不准直駛
不准右轉
不准左轉
不准橫越路軌上左轉
不准轉彎
不准掉頭
不准左轉或掉頭
不准掉頭 - 只限綠燈時左轉／加利福尼亞州
單車道
單車道，只限單車使用／紐約市
只限多載客車輛，每輛車至少2或更多名乘客

### R4系列：行車方向指示
R4系列是指示行車方向的標誌。一些採用州份補充文件或州份版本守則的州份，或有因應不同情況而有獨自的標誌。

行車方向指示
超車區終止
超車區開始（超車時請注意）
慢車靠右駛
右轉車道開始，讓路予電單車
貨車靠右駛
貨車線長度500呎
靠右駛
靠右駛
靠右駛
靠右駛
靠左駛
靠左駛
靠左駛
靠左駛
不准變換車道
只限緊急避險車輛
單車可使用本車道
慢車，有5輛或以上尾隨車輛必須使用慢車道
慢車必須使用慢車道
慢車必須使用慢車道
除超車外靠右駛
不可於路肩上行駛
不可於路肩上超車
前面速度限制／加利福尼亞州
不可於路肩上超車／特拉維州
除左轉外貨車靠右駛／特拉維州
除左轉外貨車不可使用左車道／特拉維州
除超車外靠右駛／印第安納州

### R5系列：禁制性標誌
R5系列是禁制性標誌。本類標誌中最常使用的是「不准駛入」。一些採用州份補充文件或州份版本守則的州份，或有因應不同情況而有獨自的標誌。

禁制性標誌
不准進入
不准進入／波多黎各
此路不通
單車此路不通
單車徑，不准車輛駛入／紐約市
不准大型貨車駛入
不准機動車輛駛入
不准附帶牽引物車輛駛入
不准單車使用
不准非機車輛駛入
不准電單車駛入
不准行人、單車及電單車使用
只限獲許可車輛駛入

### R6系列：單程路及分隔車道
R6系列是一些用於單程路及分隔車道的標誌。本類標誌中最常使用的是「單程路」。一些採用州份補充文件或州份版本守則的州份，或有因應不同情況而有獨自的標誌。

單程路及分隔車道
單程路
單程路／波多黎各
單程路（另一版本）
分隔車道
Ｖ型符號，用於指示迴旋處方向

### R7系列：泊車
《道路交通管理標誌統一守則》容許3類泊車標誌：許可泊車、不准泊車及不准短暫停留。在大部份州份還適用多一種限制－「不准停車」。一些採用州份補充文件或州份版本守則的州份，或有因應不同情況而有獨自的標誌。

#### 許可泊車
本類標誌容許車輛作無限期或有限期的停泊，按守則規定此類標誌為白底綠字。標誌多數與停車收費碼錶或停車許可證等一併使用。本地化的標誌通常另加一些額外資訊，並配上稍有不同的設計。

許可泊車
有限期停泊（從早上8時半至下午5時半，可泊最多2小時）
有限期停泊（從早上7時至下午6時，星期日除外，可泊最多2小時）／加利福尼亞州
有限期停泊（從早上9時至下午7時，星期日除外，可泊最多2小時）／紐約市
有限期及許可證停泊（除持有第7區許可證者外，從早上7時至下午6時，星期日及假期除外，可泊最多2小時）／西雅圖市
有限期及許可證停泊（除持有C區許可證者外，星期一至星期六從早上8時至下午9時，可泊最多2小時）／三藩市
赫普斯戴德鎮上所有道路，均可泊最多2小時／紐約州
有限期停泊（從早上8時半至下午5時半）／馬利蘭州
停車收費碼錶
傷殘人士用預留車位

#### 不准泊車
不准泊車的標誌容許車輛短暫停留作裝貨及卸貨，但不可長期停泊。 部份不准泊車標誌加上時間限制，其餘則永久性。按守則規定此類標誌為紅底白字，但容許本地化版本作少許更改。

不准泊車
不准泊車
任何時候皆不准泊車／加利福尼亞州
任何時候皆不准泊車／紐約州
不准泊車／賓夕凡尼亞州及德克薩斯州
本地版本有限期不准泊車（甘西沃特市場內，星期一至五上午2時至下午4時不准泊車，貨車除外）／紐約市
「泊車在這裡，想也別想」／紐約市
拖車區域，不准泊車／芝加哥市
巴士站，不准泊車
拖車區域

#### 不准短暫停留
不准泊車的標誌容許車輛短暫停留作乘客上下車，但不可長期停泊。 與不准泊車標誌一樣，部份標誌加上時間限制，其餘則永久性。按守則規定此類標誌為紅底白字，但容許本地化版本作少許更改。

不准短暫停留
任何時候皆不准短暫停留
任何時候皆不准短暫停留／紐約州
任何時候皆不准短暫停留／紐約市
不准短暫停留，否則將被拖走／巴爾的摩市
巴士站，不准短暫停留／費城
B52線巴士站，不准短暫停留／紐約市
有限期不准短暫停留（星期一至五早上7時至9時半及下午4時至6時半，不准短暫停留，否則將被拖走）／華盛頓，哥倫比亞特區
有限期不准短暫停留（除於農夫市集外，星期二及四早上6時至7時及下午6時至7時，不准短暫停留，否則將被拖走）／紐約市

#### 不准停車
不准停車標誌只容許因遵守交通標誌、燈號、交通指導員、警察又或因避免相撞而停車。「不准停車」為本系列中最嚴厲管制停車的標誌，按守則規定此類標誌為紅底白字。

不准停車
任何時候皆不准停車／紐約州
任何時候皆不准停車／紐約市
任何時候皆不准停車／費城
任何時候皆不准停車／加利福尼亞州
任何時候皆不准停車，否則將被拖走／三藩市
不准停車，拖車區域／西雅圖市
有限期不准停車（平日上午7時至9時及下午4時至6時不准停車）／紐約州
除指定時間及車程外不准停車（除裝卸貨貨車於星期一、四及五早上10時至下午3時外，不准停車）／紐約市

### R8系列：泊車及緊急情況下的限制
R8系列是一些對泊車及緊急情況下的限制標誌。一些採用州份補充文件或州份版本守則的州份，或有因應不同情況而有獨自的標誌。

泊車及緊急情況下的限制
不准於行人路上泊車
不准泊車
星期日及假期除外
在路軌上
除路肩外
卸貨區
紅燈時停於此處
閃燈時停於此處

### R9系列：單車及行人
R9系列是一些對單車及行人作出指令的標誌。一些採用州份補充文件或州份版本守則的州份，或有因應不同情況而有獨自的標誌。

單車及行人
有迎面車輛，行人靠左走
必須於過路處橫過馬路
不准行人橫過
不准使用滾軸溜冰
不准兜截順風車
過路處使用規則
單車靠左，行人靠右
本州律法，請先讓校巴停車／紐約州
此行人路已封閉，請用另外一邊

### R10系列：交通燈號
R10系列是一些與交通燈號相關的標誌。一些採用州份補充文件或州份版本守則的州份，或有因應不同情況而有獨自的標誌。

交通燈號
轉彎車輛，請先讓路予行人
紅燈攝影機運作中／特拉華州
攝影機運作中／加利福尼亞州、路易斯安那州、德克薩斯州及佛羅利達州
違反紅燈者罰款400美元／加利福尼亞州
紅燈時停於此處／賓夕凡利亞州、佛羅利達州
紅箭咀燈時不可轉彎／馬利蘭州
欲轉綠燈，單車須停於此線

### R11系列：道路封閉
R11系列是一些與道路封閉相關的標誌。一些採用州份補充文件或州份版本守則的州份，或有因應不同情況而有獨自的標誌。

道路封閉
道路封閉
前方XX英里處道路封閉，只限前往當地車輛
前方XX英里處橋樑終止，只限前往當地車輛

### R12系列：重量限制
R12系列是一些與重量限制相關的標誌。一些採用州份補充文件或州份版本守則的州份，或有因應不同情況而有獨自的標誌。

重量限制
重量限制，最多10公噸
車軸重量限制，最多5公噸
重量限制，每條車軸2公噸，總重10公噸
附帶不同類型貨車的重量限制標誌

### R13系列：秤車站
R13系列是與秤車站相關的標誌。一些採用州份補充文件或州份版本守則的州份，或有因應不同情況而有獨自的標誌。

秤車站，1英里
秤車站，下個右方出口
附帶右箭咀的秤車站標誌

### R14系列：貨車行走路段
R14系列是與一些與貨車行走路段相關的標誌。一些採用州份補充文件或州份版本守則的州份，或有因應不同情況而有獨自的標誌。

貨車行走路段
運載危險物品的貨車適用路段
非運載危險物品貨車適用路段
全國運輸網絡適用路段
非全國運輸網絡適用路段

### R15系列：鐵路及輕軌鐵路
R15系列是一些與鐵路及輕軌鐵路相關的標誌。一些採用州份補充文件或州份版本守則的州份，或有因應不同情況而有獨自的標誌。

鐵路及輕軌鐵路
平交道
前方有平交道

### R16系列：安全帶及車頭燈的使用
R16系列是一些與安全帶及車頭燈的使用相關的標誌。一些採用州份補充文件或州份版本守則的州份，或有因應不同情況而有獨自的標誌。

安全帶及車頭燈的使用
繫上安全帶／特拉華州
下雨時請亮車頭燈
請檢查車頭燈

### 其他本地化的系列
因應守則不能完全涵蓋所有州份當地情況，一些州份或地方政府或有他們獨自的標誌。因此某些州份或地方政府或有多達16個系列，需要採用他們獨自的命名（例如加利福尼亞州等）。

其他本地化的系列
本州律法，請遵守警告標誌／德克薩斯州
請勿阻塞方格，否則罰加2分／紐約市
本州律法，請先讓校巴停車／紐約州
飛機偵測速度限制／加利福尼亞州、維珍尼亞州

## S系列：學校
S系列是守則中特別設計與學校附近相關的標誌。某些州份針對個別情況，根據州份補充文件或州份版本守則所規定，於S系列有一些額外與學校相關的標誌，某些個別標誌也同時隸屬於W系列及R系列之中。聯邦適用的守則規定與學校相關的標誌，必須以黃綠色反光色調為底色。

學校
學校區域／學校區域附近行人過路處
學校區域（現已過時）
學校區域速度限制
學校區域速度限制，閃燈時適用
學校區域速度限制（不可超越15英里每小時，否則雙倍罰款，學校上課中）／亞利桑那州.
學校區域終止（多與R2系列中的速度限制標誌同時使用）
前方有校巴停靠處（自2009年起使用）
前方有校巴停靠處（2009年前使用）
前方校巴轉彎
前方校巴轉彎／俄亥俄州

## 警告性標誌
在守則當中，警告性標誌屬於W系列。這些標誌把所在地的實際情況預先向駕駛者作出強調，例如前方的急彎、學校區域又或一端不通的道路等。某些路段，例如前方有凹凸不平、有單車經過、有低飛的飛機又或有緊急車輛通過等可能出現的危險情況，預先向駕駛者作出警告。按守則規定，這些警告標誌必須以黃色又或反光黃色作底色，形狀多數為鑽石形，某少部份同時附有一些較小的正方形或長方形的附帶資訊。一些臨時使用又或在建設工地附近的警告標誌會採用橙色底色。

### W1系列：急彎及轉彎
W1是一些與前方有急彎及轉彎相關的警告標誌。一些採用州份補充文件或州份版本守則的州份，或有因應不同情況而有獨自的標誌。

急彎及轉彎
前方轉左
前方轉右
前方左急彎
前方右急彎，速度限制35英里每小時
前方轉左後到對面行車道
前方左急彎後到對面行車道
前方連續急彎（右彎版本）
前方連續急彎（左彎版本）
前方髮夾彎
前方貨車小心翻側
前方貨車小心翻側，速度限制35英里每小時／馬里蘭州
前方有270度彎
前方有紐結狀彎／威斯康辛州
前方只准向左行駛
Ｖ型符號，用於指示急彎方向
前方直路偏向

### W2系列：交匯處
W2是一些與前方有交匯處或迴旋處相關的警告標誌。一些採用州份補充文件或州份版本守則的州份，或有因應不同情況而有獨自的標誌。

交匯處
前方十字路口
前方有相交小路
前方有斜向小路
前方Ｔ字路口
前方分叉路口
前方左右皆有小路
前方有迴旋處
前方有迴旋處（另一版本）

### W3系列：前方交通管制
W3是一些與前方交通管制，例如交通燈號或速度限制等相關的警告標誌。一些採用州份補充文件或州份版本守則的州份，或有因應不同情況而有獨自的標誌。守則提供使用圖案或文字的標誌。

前方交通管制
前方必須停車
前方必須讓路
前方速度限制
前方有交通燈
前方有新建交通燈／密歇根州
前方準備停車
前方速度限制區域

### W4系列：車道會合
W4是一些與前方車道會合相關的警告標誌。一些採用州份補充文件或州份版本守則的州份，或有因應不同情況而有獨自的標誌。守則提供使用圖案或文字的標誌。

車道會合
前方車道會合
前方右車道終止或收窄
前方車道終止／馬薩諸塞州
前方增加車道
前方車輛會合
前方增加車道（用於公路入口處）
前方左邊有車輛會合／加利福尼亞州
前方車道收窄／紐約州
前方改為單一車道／紐約州

### W5系列：道路闊度限制
W5是一些與前方有道路闊度限制相關的警告標誌。一些採用州份補充文件或州份版本守則的州份，或有因應不同情況而有獨自的標誌。守則提供使用圖案或文字的標誌。

道路闊度限制
前方橋面陝窄（現有版本）
前方橋面陝窄（已被現有版本取代，但仍有州份使用）
前方橋面只有一條車道
前方連續彎位陝窄／國家農業部林業服務
前方單車徑陝窄

### W6系列：分隔公路
W6是一些與前方有分隔公路相關的警告標誌。一些採用州份補充文件或州份版本守則的州份，或有因應不同情況而有獨自的標誌。守則提供使用圖案或文字的標誌。

分隔公路
前方有分隔公路（圖案版本）
前方有分隔公路（文字版本）
前方有分隔車道
前方左右分開／紐約州

### W7系列：山及陡坡
W7是一些與前方有陡坡或上/下山相關的警告標誌。一些採用州份補充文件或州份版本守則的州份，或有因應不同情況而有獨自的標誌。

山及斜坡
前方有陡坡或上/下山
前方有上/下山
附有傾斜率的前方有陡坡或上/下山標誌
附有傾斜率的前方有陡坡或上/下山標誌／愛達荷州
注意下陡坡速度／加利福尼亞州

### W8系列：路面情況
W8是一些與前方路面情況相關的警告標誌。一些採用州份補充文件或州份版本守則的州份，或有因應不同情況而有獨自的標誌。

路面情況
前方道路粗糙
前方有路壆
前方有多個路壆／明尼蘇達州、北達科他州
前方有震動路壆／紐約州
前方有連續上及下陡坡
前方道路終止（已被取代，但仍有部份在使用）
前方注意路面濕滑
前方單車注意路面濕滑
前方橋面注意路面濕滑／賓夕凡尼亞州

石塊及泥地
前方注意下墮石塊
前方注意下墮石塊／加利福尼亞州、佛蒙特州
前方注意下墮石塊／紐約州
前方注意下墮石塊／賓夕凡尼亞州、夏威夷州、馬薩諸塞州、新罕布什爾州
前方注意下墮石塊／北卡羅萊納州、德克薩斯州、西維珍尼亞州、密蘇里州
前方注意石塊／愛達荷州
前方小心山泥傾瀉區域／加利福尼亞州
前方小心山泥傾瀉／紐約州
前方小心山泥傾瀉／加利福尼亞州

強風、大霧及風暴
前方小心側風／紐約州
危險，小心側風／新墨西哥州
前方小心強烈側風／賓夕凡尼亞州
前方小心常時強風／愛達荷州
前方為強風區域／威斯康辛州
前方為濃霧區域
前方小心經常出現強烈沙塵暴／愛達荷州
強烈風暴區域／愛達荷州

結冰及結霜
前方橋面或會結冰
前方橋面或會結冰／密歇根州
前方小心橋面上結冰／印第安納州、德克薩斯州
前方小心路面結冰／賓夕凡尼亞州
前方或會結冰／內布拉斯加州
前方路面結冰／加利福尼亞州
前方小心路面凍脹／愛達荷州

水浸及流水情況
道路可能會淹水
前方水浸／加利福尼亞州
前方或會水浸／加利福尼亞州
前方道路或水浸／賓夕凡尼亞州
前方道路潮漲後或會水浸／夏威夷州
前方小心高水位／印第安納州
前方路面積水／特拉華州

### W9系列：變換車道
W9是一些與前方變換車道相關的警告標誌。一些採用州份補充文件或州份版本守則的州份，或有因應不同情況而有獨自的標誌。

變換車道
前方右邊車道終止
前方車道終止，向左會合
前方左邊車道終止／馬里蘭州

### W10系列：鐵路與輕軌
W10是一些與前方有鐵路與輕軌等相關的警告標誌。一些採用州份補充文件或州份版本守則的州份，或有因應不同情況而有獨自的標誌。

鐵路與輕軌
前方有鐵路平交道
前方有斜向鐵路平交道
前方有輕軌橫過／加利福尼亞州
前方有輕軌橫過，請注意左右／加利福尼亞州
注意前方鐵路平交道車底空間有限
前方火車速度或超逾80英里每小時
駕單車者必須於前方下車橫過鐵路平交道／加利福尼亞州

### W11系列：前方警告及橫過時的預警
W11是一些與前方警告及橫過時相關的警告標誌。一些採用州份補充文件或州份版本守則的州份，或有因應不同情況而有獨自的標誌。按守則規定，如警告標誌涉及行人橫過，必須以反光的黃綠色作底色。

#### 緊急車輛
守則只在W11系列提供一個關於消防署的標誌，因此大部份州份有他們獨自的標誌，以提醒駕駛者有其他種類的緊急車輛或會駛入路中。

緊急車輛
前方有消防署
當閃燈時，消防車將會駛入／威斯康辛州
前方有緊急車輛／特拉華州
注意前方有緊急車輛／德克薩斯州

#### 兒童
守則的W11系列中沒有關於兒童的警告標誌，因此某些州、縣或市會因應兒童嬉戲或兒童身體狀況而作出警告。正因沒有一個聯邦的標準跟從，所以類似意思的標誌在每個州的分歧較大。

兒童
前方有兒童嬉戲／紐約州
前方為失聰兒童區域／紐約州
小心前方失聰兒童／特拉華州
小心前方聽力障礙兒童／賓夕凡尼亞州
小心附近失聰兒童／加利福尼亞州
前方為失明兒童區域／紐約州
小心前方失明兒童／特拉華州
前方有自閉症兒童／新澤西州海洋縣

#### 單車
守則的W11系列中設有一些關於前方有單車橫過又或單車設施的標誌。部份州份或城鎮或有因應不同情況而有獨自的標誌。

單車
前方有單車
前方須與單車共用路面／紐約市
前方須與單車共用路面／賓夕凡尼亞州
小心前方有單車／馬里蘭州
前方須與單車共用路面／馬里蘭州
前方有單車徑（准許單車使用整條車道）／三藩市

#### 車輛橫過
守則的W11系列中設有一些關於前方有其他特別車輛橫過的標誌。部份州份或城鎮或有因應不同情況又或不同類別車輛而有獨自的標誌。

車輛橫過
前方有貨車橫過
前方有農用拖拉機橫過
前方有電單車橫過／紐約州
前方有越野車橫過／紐約州
前方有高爾夫球車橫過
前方有馬車使用
前方有馬車使用／俄亥俄州及其他州份
前方有坦克橫過／賓夕凡尼亞州
注意前方有貨車停泊／伊利諾伊州

#### 行人、飛機及其他交通工具
守則的W11系列中設有一些關於前方有行人、飛機及其他交通工具橫過的標誌。部份州份或城鎮或有因應不同情況又或不同類別車輛而有獨自的標誌。

行人、飛機及其他交通工具
前方行人橫過
前方有失明行人橫過／賓夕凡尼亞州
前方有渡輪經過／密蘇里州
前方為氣球昇空區域／賓夕凡尼亞州
前方有低飛飛機／紐約市
前方有低飛飛機／特拉華州
前方有低飛飛機橫過／威斯康辛州

#### 動物
守則的W11系列中設有一些關於前方有行人、飛機及其他交通工具橫過的標誌。部份州份或城鎮或有因應不同情況又或不同動物而有獨自的標誌。

動物
前方有鹿隻橫過
前方有牛隻橫過
前方有遷徙熊隻
前方有遷徙熊隻／加利福尼亞州
前方有綿羊橫過
前方有羊隻橫過
前方有騾隻橫過
前方有鴨隻橫過／賓夕凡尼亞州

#### 車路及出入口
守則的W11系列中沒有關於車道及出入口的標誌，因此某些州、縣或市會因應不同情況而於W11系列中添加獨自的標誌。

車道及出入口
前方有隱蔽車路
前方有貨車入口／特拉華州、德克薩斯州
前方有工場入口／特拉華州
前方有劇院出口／威斯康辛州
前方有隱蔽交匯處／特拉華州

### W12系列：高度限制
W12是一些與前方有高度限制相關的警告標誌。一些採用州份補充文件或州份版本守則的州份，或有因應不同情況而有獨自的標誌。

高度限制
高度限制（12呎6吋）
公制版本高度限制（只限3.8米）
高度（14呎4吋）

### W13系列：建議速度
W13是一些與前方有建議速度相關的警告標誌。一些採用州份補充文件或州份版本守則的州份，或有因應不同情況而有獨自的標誌。

建議速度
建議速度（35英里每小時）
公制版本（60千米每小時）
公路出口的建議速度（25英里每小時）
公路出口處彎位建議速度（25英里每小時）／馬里蘭州
支路建議速度（35英里每小時）
急彎建議速度（25英里每小時）

### W14系列：不通道路及不可進入區域
W14是一些與前方有不通道路及不可進入區域相關的警告標誌。一些採用州份補充文件或州份版本守則的州份，或有因應不同情況而有獨自的標誌。

不通道路及不可進入區域
前方盡頭為掉頭區／賓夕凡尼亞州
前方不通道路／賓夕凡尼亞州
前方沒有出口
前方不通
前方不通／紐約市
終止／紐約市
道路終止／密蘇里州、德克薩斯州
不可進入區域
不可進入區域（西班牙語）／波多黎各

### W15系列：遊樂場
W15是一些與前方有遊樂場相關的警告標誌，某些地區會採用黃綠色作底色。一些採用州份補充文件或州份版本守則的州份，或有因應不同情況而有獨自的標誌。

遊樂場
前方有遊樂場

### W16系列：輔助標誌
W16是一些輔助性質的警告標誌。一些採用州份補充文件或州份版本守則的州份，或有因應不同情況而有獨自的標誌。

輔助標誌
消防署（通常與圖案版本的消防署一併使用）／紐約州

### W17系列：減速壆
W17是一些與前方設有減速壆相關的警告標誌。一些採用州份補充文件或州份版本守則的州份，或有因應不同情況而有獨自的標誌。

減速壆
前方有減速壆

### W19系列：公路管制區域終止
W19是一些與前方公路管制區域終止相關的警告標誌。一些採用州份補充文件或州份版本守則的州份，或有因應不同情況而有獨自的標誌。

公路管制區域終止
高速公路終止，尚餘1英里
公路終止，尚餘1英里
高速公路終止
公路終止
所有車輛必須離開

### W20系列：工程範圍
W20是一些與前方有工程範圍相關的警告標誌。這些標誌通常以橙色為底色，以表示它們為臨時性質。一些採用州份補充文件或州份版本守則的州份，或有因應不同情況而有獨自的標誌。

工程範圍
道路工程，前方5英里
道路工程終止
工程範圍（通常與速度限制一併使用）
前方有道路工程（道路工程，前方1,000呎）

### W21系列：道路工程
W21是一些與前方有道路工程相關的警告標誌。這些標誌通常以橙色為底色，以表示它們為臨時性質。一些採用州份補充文件或州份版本守則的州份，或有因應不同情況而有獨自的標誌。

道路工程
前方有旗令員指揮
前方有工人進行道路工程
前方路面未乾
前方有共用事業工程

### W22系列：爆破工程區域
W22是一些與前方有爆破工程區域相關的警告標誌。這些標誌通常以橙色為底色，以表示它們為臨時性質。一些採用州份補充文件或州份版本守則的州份，或有因應不同情況而有獨自的標誌。

爆破工程區域
前方有爆破工程區域
請關掉對講機及手提電話
爆破工程區域終止

### W23系列：慢駛車輛
W23是一些與前方有慢駛車輛相關的警告標誌。這些標誌通常以橙色為底色，以表示它們為臨時性質。一些採用州份補充文件或州份版本守則的州份，或有因應不同情況而有獨自的標誌。

慢駛車輛
前方有慢駛車輛
前方有不同道路安排

### W24系列：改行車道
W24是一些與前方有改行車道相關的警告標誌。這些標誌通常以橙色為底色，以表示它們為臨時性質。一些採用州份補充文件或州份版本守則的州份，或有因應不同情況而有獨自的標誌。

改行車道
前方有單線改行車道
前方有雙線改行車道
前方有三線改行車道
前方所有車道將改行

### W25系列：迎面車輛優先通行
W25是一些與迎面車輛有優先通行相關的警告標誌。一些採用州份補充文件或州份版本守則的州份，或有因應不同情況而有獨自的標誌。

迎面車輛優先通行
迎面車輛優先通行
迎面車輛或優先通行

### 其他
這裏列出其他守則中沒有特別指明，但各州份因應不同情況而有獨自的標誌。

其他
前方有隧道
前方橋樑有重量限制（5公噸）／紐約州
前方有地下車道／紐約州

## 指示性標誌
指示性標誌多數包括高速公路號碼（號碼盾）、街道標誌、距離標誌及出口標誌。

公路出入口的預告標誌
公路出入口預告標誌／新澤西州
公路出入口預告標誌／紐約州
公路出入口預告標誌／夏威夷州
公路出入口預告標誌／加利福尼亞州

公路出入口的出口標誌
公路出入口的出口標誌
公路出入口的出口標誌／馬里蘭州
公路出入口的出口標誌／維珍尼亞州
公路出入口的出口標誌／紐約州
出口方向及號碼（右向）
出口方向（右向）
出口方向、號碼及速度限制（右向）
公路上的距離標誌／科羅拉多州

收費公路標誌
只限自動繳費車輛
只限自動繳費或多載客車輛
只限自動繳費或多載客車輛

服務區及休憩區標誌
服務區內容簡介
休憩區，尚餘1英里

公路號碼（號碼盾）
個位數字州際公路號碼盾
雙位數字州際公路號碼盾
個位數字州際公路號碼盾／加利福尼亞州
三位數字州際公路號碼盾
三位數字州際公路號碼盾／加利福尼亞州
四位數字州際公路號碼盾／夏威夷州
州際公路外商業區環迴公路號碼盾
州際公路外商業區支線公路號碼盾
雙位數字國道號碼盾
三位數字國道號碼盾
雙位數字州道號碼盾
三位數字州道號碼盾
個位數字州道號碼盾／密西西比州
雙位數字州道號碼盾／密西西比州
三位數字州道號碼盾／密西西比州
個位數字密歇根州幹道號碼盾
雙位數字密歇根州幹道號碼盾
三位數字密歇根州幹道號碼盾
雙位數字州道號碼盾／奧克拉荷馬州
三位數字州道號碼盾／奧克拉荷馬州
三位數字州道號碼盾／南卡羅來納州
單位數字國道號碼盾／加利福尼亞州
雙位數字國道號碼盾／加利福尼亞州
三位數字國道號碼盾／加利福尼亞州
歷史國道號碼盾／加利福尼亞州
雙位數字州道號碼盾／阿拉巴馬州
三位數字州道號碼盾／阿拉巴馬州
雙位數字州道號碼盾／堪薩斯州
個位數字州道號碼盾／阿肯色州
雙位數字州道號碼盾／阿肯色州
三位數字州道號碼盾／阿肯色州
四位數字州道號碼盾／阿肯色州
雙位數字州道號碼盾／賓夕凡尼亞州
三位數字州道號碼盾／賓夕凡尼亞州
個位數字州道號碼盾／紐約州
雙位數字州道號碼盾／紐約州
三位數字州道號碼盾／紐約州
四位數字州道號碼盾／紐約州
參考路線標誌／紐約州
雙位數字州道號碼盾／俄亥俄州
三位數字州道號碼盾／俄亥俄州
雙位數字州道號碼盾／加利福尼亞州
三位數字州道號碼盾／加利福尼亞州
三位數字收費州道號碼盾／佛羅利達州
個位數字州道號碼盾／佛羅利達州
雙位數字州道號碼盾／佛羅利達州
三位數字州道號碼盾／佛羅利達州
四位數字州道號碼盾／佛羅利達州
雙位數字縣道號碼盾
三位數字縣道號碼盾／新澤西州
農場至市場道路號碼盾／德克薩斯州
密蘇里州次級路線盾
布魯克林-砲台公園隧道盾
新澤西收費公路盾
俄亥俄收費公路盾
達拉斯北收費公路盾
州際公路系統標誌

以上州道標誌範例或因應不同州份而有所不同，各州的州道獲准使用他們獨自的形狀，又或使用最基本的正方形標誌內白色圓形作底色的標准設計。

街名牌
街名牌，D-3系列
街名牌，D-3系列
街名牌／紐約市
街名牌／紐約市
街名牌／紐約萬哈頓區
歷史街道名牌／紐約市
街名牌／芝加哥市
街名牌／波士頓市
街名牌／華盛頓，哥倫比亞特區
街名牌／賓夕凡尼亞州
街名牌／霍博肯市，新澤西州
街名牌／洛杉磯市
東西向街名牌／明尼亞波利斯市，明尼蘇達州
南北向街名牌／明尼亞波利斯市，明尼蘇達州
主幹道街名牌／明尼亞波利斯市，明尼蘇達州

## 收費公路標誌
守則中的第2F章節是關於一些收費公路的標誌。

收費公路標誌
收費廣場預告標誌
收費廣場預告標誌
電子道路收費系列「E-ZPass」收費亭／新澤西收費公路

## 與守則不符合的標誌
其餘尚有一些於公眾道路或半公眾道路上，未符合聯邦守則又或各州份守則的標准的標誌。

標准標誌與非標准標誌對比
【非標准】國道20號西標誌／麻薩諸塞州介乎沃爾瑟姆大街（Waltham Main St.）與列盛頓街（Lexington St.）交界
【標准】國道20號西標誌
【非標准】不准泊車標誌但採用了可泊車的綠色／賓夕凡尼亞州費城格蘭塞德（Glenside）區
【標准】不准泊車標誌
【非標准】格林縣道16號標誌／紐約州亨特鎮卡茲奇山（Catskill）及阿第倫達克山（Adirondack）附近
【標准】格林縣道16號標誌